# IC 4293
IC 4293 је елиптична галаксија у сазвјежђу Хидра која се налази на листи објеката дубоког неба у Индекс каталогу.
Деклинација објекта је - 25° 52' 56" а ректасцензија 13h 36m 2,2s. Привидна величина (магнитуда) објекта IC 4293 износи 12,5 а фотографска магнитуда 13,5. Налази се на удаљености од 69,905 милиона парсека од Сунца. IC 4293 је још познат и под ознакама ESO 509-77, MCG -4-32-44, PGC 47987.